# Cantobank
Cantobank A/S var en lille dansk bank, der var delvist ejet af den forhenværende danske milliardær Erik Damgaard. Banken blev oprettet med det formål at finansiere fast ejendom. 
Banken havde i 2009 store nedskrivninger på sine udlån, og Finanstilsynet vurderede i 2010, at bankens kreditkvalitet var dårlig.  
I marts 2013 blev Cantobank overtaget af Finansiel Stabilitet. PFA overtog i juni 2013 banken fra Finansiel Stabilitet, og omdøbte banken til PFA Udbetalingsbank A/S.